# Rubus swinhoei
Rubus swinhoei är en rosväxtart som beskrevs av Henry Fletcher Hance. Rubus swinhoei ingår i släktet rubusar, och familjen rosväxter. Inga underarter finns listade i Catalogue of Life.